# Oliviero Toscani

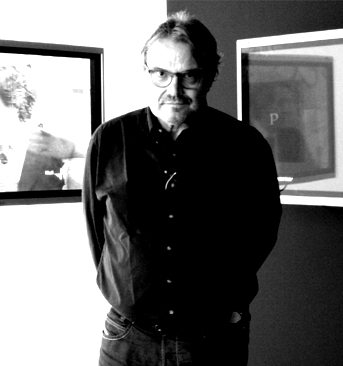
Oliviero Toscani (2007)

Oliviero Toscani (* 28. Februar 1942 in Mailand; † 13. Januar 2025 in Cecina) war ein italienischer Fotograf. Bekannt wurde er durch seine kontroverse Gestaltung der Benetton-Werbekampagnen ab 1983. Nach einer Kampagne im Jahr 2000, die Porträtaufnahmen von zum Tode verurteilten Gefängnisinsassen in den USA zeigte, verließ er Benetton; von Ende 2017 bis Anfang 2020 arbeitete Toscani erneut für das Unternehmen.

## Leben
Toscanis Vater, Fedele Toscani, war Fotoreporter des Corriere della Sera und schenkte seinem Sohn bereits im Alter von sechs Jahren seine erste Kamera. Von 1961 bis 1965 studierte Toscani Fotografie und Grafik an der Kunstgewerbeschule Zürich. Anschließend arbeitete Toscani für Modezeitschriften wie Elle und Vogue. Bei Aufenthalten in New York lernte er Andy Warhol kennen, der sein Vorbild wurde.
Toscani war Ehrenmitglied des Bundes Freischaffender Foto-Designer (BFF).
Seine Fotos mit Magersüchtigen wurden vereinzelt kritisiert und ihm wurde ein relativierender Umgang mit Kritik daran vorgeworfen.
In seinen letzten Jahren litt er an Amyloidose. 2024 machte er dies öffentlich und ließ sich abgemagert vom Corriere della Sera ablichten.

## Karriere als Werbefotograf

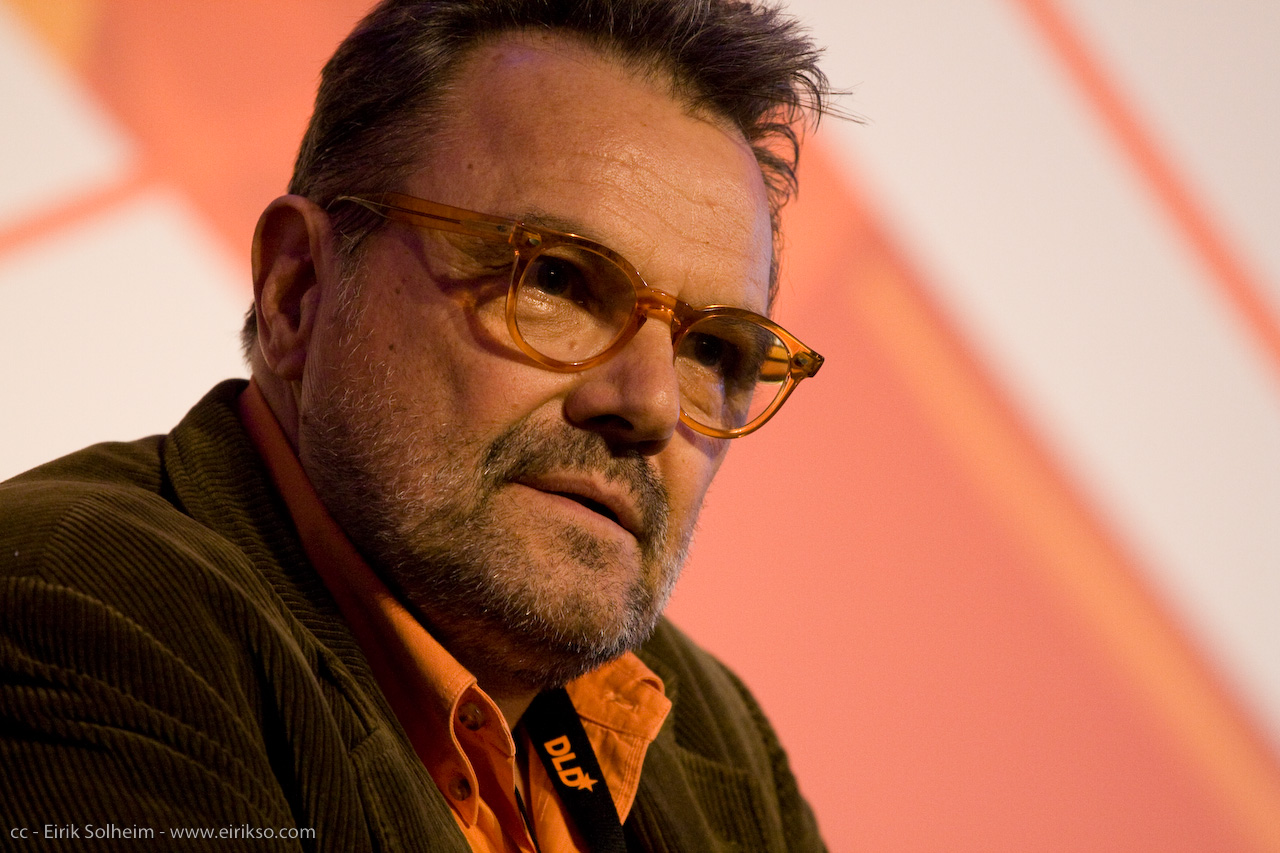
Oliviero Toscani (2008)

### Jesus Jeans
Erste Aufmerksamkeit erlangte Toscanis Gestaltung einer Werbekampagne für die italienische Marke Jesus Jeans von 1973. Das Plakat zeigt den nur mit einer engen Hot Pants bekleideten Hintern einer Frau, sozusagen als Kehrseite eines Brustbildes. Der doppeldeutige Slogan lautete „Chi mi ama mi segua“ (dt. „Wer mich liebt, der folgt mir“) – ein Jesus Christus zugeschriebener Ausspruch.

### Jahre bei Benetton
Die italienische Modemarke Benetton plante Anfang der 1980er Jahre ihre internationale Expansion. Als Gestalter der dazugehörigen Werbekampagne wurde 1983 Toscani engagiert.
In den Folgejahren wurden beide für ihre kontroversen wie polarisierenden Kampagnen international bekannt. Erste Plakate zeigten unter dem Slogan 'All the colours of the world' in bunte Benetton-Pullover gekleidete Kinder aller Hautfarben. Ab 1985 änderte Benetton seinen Markennamen in United Colors of Benetton.
Rassismus war wiederholt Thema von Toscanis Bildern, ebenso wie ihm deswegen mehrfach Rassismus vorgeworfen wurde. Besonders kontrovers rezipiert wurde diesbezüglich etwa Toscanis Brustfotografie einer schwarzen Frau, die ein weißes Baby stillt (Kampagne vom Herbst/Winter 1989). Andere Stimmen attestieren ihm, durch seine Kampagnen die Grenzen der Produktfotografie verschoben und die der Meinungsfreiheit erweitert zu haben.
Anfang der 1990er Jahre verwendete Toscani für die Benetton Werbekampagnen mehrfach Pressefotografien. So nutzte er für die Frühjahr/Sommer 1992 Kampagne das Foto David Kirby’s Final Moments von Therese Frare, das den sterbenden AIDS-Aktivisten David Kirby und seine trauernde Familie zeigt, wobei es an eine Pièta-Darstellung erinnert. Andere Plakate aus der Serie zeigen ein überladenes Flüchtlingsschiff vor der albanischen Küste oder die Leiche eines erschossenen Mafioso und seine trauernde Familie.
In späteren Kampagnen setzten sich diese sozialkritischen und kontroversen Bilder fort. Etwa in den Fotografien nackter Körperteile mit dem Stempelaufdruck 'H.I.V. positive' oder der Aufnahme des blutigen Hemds mit Einschussloch eines gefallenen Soldaten im Bosnienkrieg.
Nach einer Werbekampagne im Jahr 2000, die Porträtaufnahmen von zum Tode verurteilten Gefängnisinsassen in den USA zeigte, verließ Toscani Benetton. Benetton-Mitbegründer Luciano Benetton hatte sich zuvor öffentlich von ihm distanziert.
In Deutschland sorgten diese als Schockwerbung bezeichneten Kampagnen zu einem Streit zwischen Zivil- und Verfassungsrichtern. Während der Bundesgerichtshof sie wegen Verstoßes gegen die guten Sitten für unzulässig erachtete (Urteile vom 6. Juli 1995, Az. I ZR 180/94 und I ZR 110/93), entschied das Bundesverfassungsgericht, dass solche sozial- und gesellschaftskritischen Motive von der Meinungsfreiheit gedeckt seien, worauf sich auch die Wirtschaftswerbung berufen darf (Urteile vom 12. Dezember 2000, Az. I BvR 1762/95 und 1 BvR 1787/95).

### Zeit nach Benetton
Die Ausstellung Osteoporosis – A Photographic Vision by Oliviero Toscani wurde vom Deutschen Grünen Kreuz e. V. konzipiert und mit Oliviero Toscani umgesetzt. In Zusammenarbeit mit der International Osteoporosis Foundation (IOF) wurde sie in verschiedenen Ländern gezeigt, um auf Probleme in der Versorgung Betroffener und die persönliche Prävention aufmerksam zu machen. Vom 19. Mai bis 12. Juni 2005 wurden Toscanis Fotografische Einblicke erstmals in Deutschland gezeigt. Schirmherrin war die damalige Bundesgesundheitsministerin Ulla Schmidt.
Anlässlich der Mailänder Modewoche 2007 präsentierte Toscani freizügige Bilder des magersüchtigen Models Isabelle Caro, um mit der Kampagne „No-Anorexia“ Aufmerksamkeit auf die Problematik des Schlankheitswahnes zu lenken und um Werbung für das italienische Modelabel „No-l-ita“ zu machen.
Für die Bilder bekam Caro 700 Euro.
Beim deutsch-französischen Fernsehsender Arte war Toscani 2011 Gastgeber der Casting-Show 'Photo for Life'.

### Rückkehr zu Benetton
Ende 2017 kehrte der mittlerweile 75-jährige Luciano Benetton an die Spitze des Aufsichtsrats der Benetton Group zurück und er wollte auch wieder mit Toscani zusammenarbeiten. Fabrica, das Zentrum für Kommunikationsforschung von Benetton, soll gemeinsam umgewandelt werden zum Fabrica Circus 7/7x24.
Im Februar 2020 trennte sich Benetton von Toscani. Hintergrund war, dass sich Toscani abfällig über den Brückeneinsturz in Genua 2018 geäußert hatte. Das für die Brücke zuständige Unternehmen wurde über eine Holding der Familie Benetton kontrolliert.

## Ausstellungen
- Graz, Atelier Jungwirth, 17. Oktober 2019 – 25. Jänner 2020
- Zürich, Museum für Gestaltung – Oliviero Toscani: Fotografie und Provokation[25], 12.4.2024 – 5.1.2025

## Schriften (Auswahl)
- Die Werbung ist ein lächelndes Aas. („La pub est une charogne qui nous sourit“). 3. Aufl. S. Fischer Verlag, Frankfurt/M. 2000, ISBN 3-596-13564-8.
- Cacas – Die Enzyklopädie der Kacke. Taschen Verlag, 2000, ISBN 978-3-8228-5775-5.
- Osteoporosis: Fotografische Einblicke. Verlag im Kilian, 2005, ISBN 978-3-932091-91-9.
- Moriremo eleganti: conversazione con Luca Sommi. Aliberti, Rom 2012, ISBN 978-88-7424-868-1.
- Oliviero Toscani. Carlton Books Ltd (englisch), 2015, ISBN 978-1-78313-008-5.
- Oliviero Toscani: più di 50 anni di magnifici fallimenti. Electa, Mailand 2015, ISBN 978-88-918060-3-1.
- Ne ho fatte di tutti i colori: vita e fortuna di un situazionista. La nave di Teseo, Mailand 2022, ISBN 978-88-939512-1-0.